# Sant Pere de Guémol
Sant Pere de Guèmol va ser una església romànica del nucli de Guèmol, actualment ubicat al municipi de Banyoles (Pla de l'Estany). Al Segle XVIII al seu lloc s'hi va edificar l'actual Església del Remei.
Aquesta església fou cedida «amb els seus delmes i obligacions», al Monestir de Banyoles l'any 957. És a dir, l'església estava ja documentada al segle x. La donació al monestir fou efectuada pel bisbe de Girona, Arnulfo, amb ocasió de la Consagració de l'església cenobial de Sant Esteve el 957. D'aquelles dates prové el nom d'Agemal, que en evolució fonètica davallà en el nom de Guémol el 1654. Amb anterioritat a l'any 1608 en que fou unida a Miànegues (un altre petit nucli de població igualment datat des de l'edat mitjana), l'església de Sant Pere de Guémol havia estat parròquia, però depenent del Monestir en les principals festes i fets religiosos.